# نبرد شیگینو
نبرد شیگینو (انگلیسی: Battle of Shigino) در ماه‌های پایانی سال ۱۶۱۴ جنگید، یک نبرد در طول محاصره اوساکا بود، کارزاری بود که توسط شوگون‌سالاری توکوگاوا برای نابود کردن یا مطیع آخرین مقاومت در برابر قدرتش، خاندان تویوتومی انجام شد.